# Severnopohorsko-remšniško narečje
Severnopohorsko-remšniško narečje  je narečje slovenskega jezika, ki spada v  koroško narečno skupino. Njegovo govorno področje se nahaja vzhodno od mežiškega narečja, na obeh straneh reke Drave. Na zahodu se razprostira do Dravograda, na vzhodu pa približno do Fale in Selnice ob Dravi. Na severni strani prehaja preko meje z Avstrijo pri Radljah ob Dravi. Najpomembnejši kraji na območju severnopohorsko-remšniškega narečja so Muta, Vuzenica, Radlje ob Dravi, Vuhred, Ribnica na Pohorju, Lovrenc na Pohorju in  Fala.